# 坂本礼美
坂本 礼美（さかもと れみ、1989年11月3日 - ）は、日本のファッションモデル。長野県出身。雑誌『JELLY』の専属モデル活動が著名。

## 略歴
長野県松本市に出生。2008年、友達の引っ越しを手伝いに渋谷へ行った際、『egg』編集部から声をかけられ、6月号のスナップ撮影に参加しモデルデビュー。
モデル活動を始めた当初は地元のCOCOLULUで働いており、撮影のたびに東京と長野を往復していた。20歳のときに上京。
2010年11月まで、『egg』の読者モデルとして活動した後、『JELLY』2011年2月号より、専属モデル（ジェリガ）として活動中。『JELLY』2012年5月号では同誌初の巻頭特集が組まれた。2013年1月号では初の単独表紙を飾った。
2013年現在、ジェリガの先輩・森摩耶の所属事務所であるプラチナムプロダクションとマネージメント契約している。

## 人物
- 身長：158cm[2]
- 血液型：A型[2]
- 趣味：買い物、DVD鑑賞、たまに料理、たまに掃除[2]
- 特技：ピアノ[2]（ショパンが弾ける）
- 好きな食べ物：チーズ、アボカド、春雨、トッポ[2]
- 愛用カラコン:Candy Magicのナチュラルブラウン[2][8]
- 有名ブロガーゆんころ（小原優花）とは『egg』時代からの親友[2]
- 3歳上の姉がいる[3]
- 左利き（矯正されたため、筆記は右）[9]

## 出演

### 雑誌
- egg（大洋図書）
- Men's egg（大洋図書）
- Men's egg Youth（大洋図書）
- JELLY（ぶんか社）  - 専属モデル

### PV
- SKELT 8 BAMBINO 『あなたがくれた奇蹟 starring BJ』（2009年）
- Juliet  『サクラブ』（2011年）

### 広告
- Candy Magic - GOSSIPシリーズ
- Total Beauty school  Venus Academy
- Diamond Beauty - Diamond Lash
- FURISODE DOLCE
- KOAST.
- KOBE LETTUCE

### イベント
- GOSSIP KANSAI（2010年3月7日、ZEPP OSAKA） 共／細井宏美、川端かなこ、板橋瑠美、高橋由真、田中愛奈、鈴木あや、斉藤夏海、間宮梨花、峯村優衣、武田静加、舘谷恵利子、家村マリエ、みきてぃ、本多末奈、池田恵、ほか[10]
- GOSSIP KANSAI（2011年7月31日、なんばHatch） 共／板橋瑠美、尾崎紗代子、川端かなこ、斉藤夏海、鈴木あや、鈴木奈々、てんちむ、根本弥生、細井宏美、宮城舞、八鍬里美、ほか
- Shibuya109 Girls Festival 2012（2012年5月12日、HikarieHALL）[11]

### カタログ
- rienda2016/2017 水着カタログ
- Sweet Angel 振袖
- rienda STYLE2017
- RESEXXY「RUNWAY channel REDY」